# Nova Direita (Romênia)
Noua Dreaptă (Nova Direita em português) é um movimento nacionalista, irredentista e ultra-ortodoxo da Romênia, afirmando-se nacionalistas e patriotas.
Em particular, ele está abertamente contra a homossexualidade, Noua Dreaptă afirma aos ideais da Guarda de Ferro e o movimento legionário da Romênia entre as duas guerras mundiais.

## Ideias
Os pontos defendidos por Noua Dreaptă são os seguintes:
- Unificação da Romênia e a Moldávia
- Direitos dos romenos nos departamentos de Harghita e Covasna, em sua maioria povoada por húngaros, assim como a negação de autonomia dessas regiões
- Direitos das minorias romenas nos países vizinhos
- Educação de jovens de espírito nacionalista romeno como cristãos
- A proteção dos valores familiares e a rejeição da homossexualidade
- A promoção dos valores da ortodoxia
- Lutar contra a americanização e a globalização
- Promoção de uma Europa das nações integradas no núcleo comum de suas raízes cristãs

Pode ser acrescentado a este catálogo de um programa social bastante vago, que visa limitar os excessos do capitalismo.